# الیده ملی
الیده ملی (ایتالیایی: Elide Melli؛ زادهٔ ۲۹ نوامبر ۱۹۵۲) بازیگر اهل ایتالیا است.
از فیلم‌ها یا برنامه‌های تلویزیونی که وی در آن نقش داشته‌است، می‌توان به روزهای آرام در کلیشی و خائن اشاره کرد.